# Knästorps socken
Knästorps socken i Skåne ingick i Bara härad, ingår sedan 1971 i Staffanstorps kommun och motsvarar från 2016 Knästorps distrikt. 
Socknens areal är 6,09 kvadratkilometer varav 6,04 land. År 2000 fanns här 110 invånare. En liten del av tätorten Lund samt kyrkbyn Knästorp med sockenkyrkan Knästorps kyrka ligger i socknen. 

## Administrativ historik
Socknen har medeltida ursprung. 
Vid kommunreformen 1862 övergick socknens ansvar för de kyrkliga frågorna till Knästorps församling och för de borgerliga frågorna bildades Knästorps landskommun. Landskommunen uppgick 1952 i Staffanstorps landskommun som ombildades 1971 till Staffanstorps kommun. Församlingen uppgick 2002 i Uppåkra församling.
1 januari 1961 överfördes ett område (Hunnerup inom S:t Lars sjukhus) med 92 invånare och omfattande en areal av 0,62 km² (varav allt land) till Lunds domkyrkoförsamling och Lunds stad. 1979 överfördes ytterligare ett litet område till Lunds Allhelgonaförsamling och Lunds kommun.
1 januari 2016 inrättades distriktet Knästorp, med samma omfattning som församlingen hade 1999/2000.
Socknen har tillhört län, fögderier, tingslag och domsagor enligt vad som beskrivs i artikeln Bara härad. De indelta soldaterna tillhörde Södra skånska infanteriregementet, Torna kompani och Skånska dragonregementet, Torna skvadron, Sallerups kompani.

## Geografi
Knästorps socken ligger närmast söder om Lund kring Höje å. Socknen är en odlad slättbygd.

## Fornlämningar
Tre boplatser från stenåldern är funna. Från bronsåldern finns en gravhög.

## Namnet
Namnet skrevs på 1200-talet Knästorp och kommer från kyrkbyn. Förleden innehåller troligen ett mansbinamn Knä. Efterleden innehåller torp, 'nybygge'..